# Băleni (okręg Gałacz)
Băleni – wieś w Rumunii, w okręgu Gałacz, w gminie Băleni. W 2011 roku liczyła 2332 mieszkańców.